# Tibro

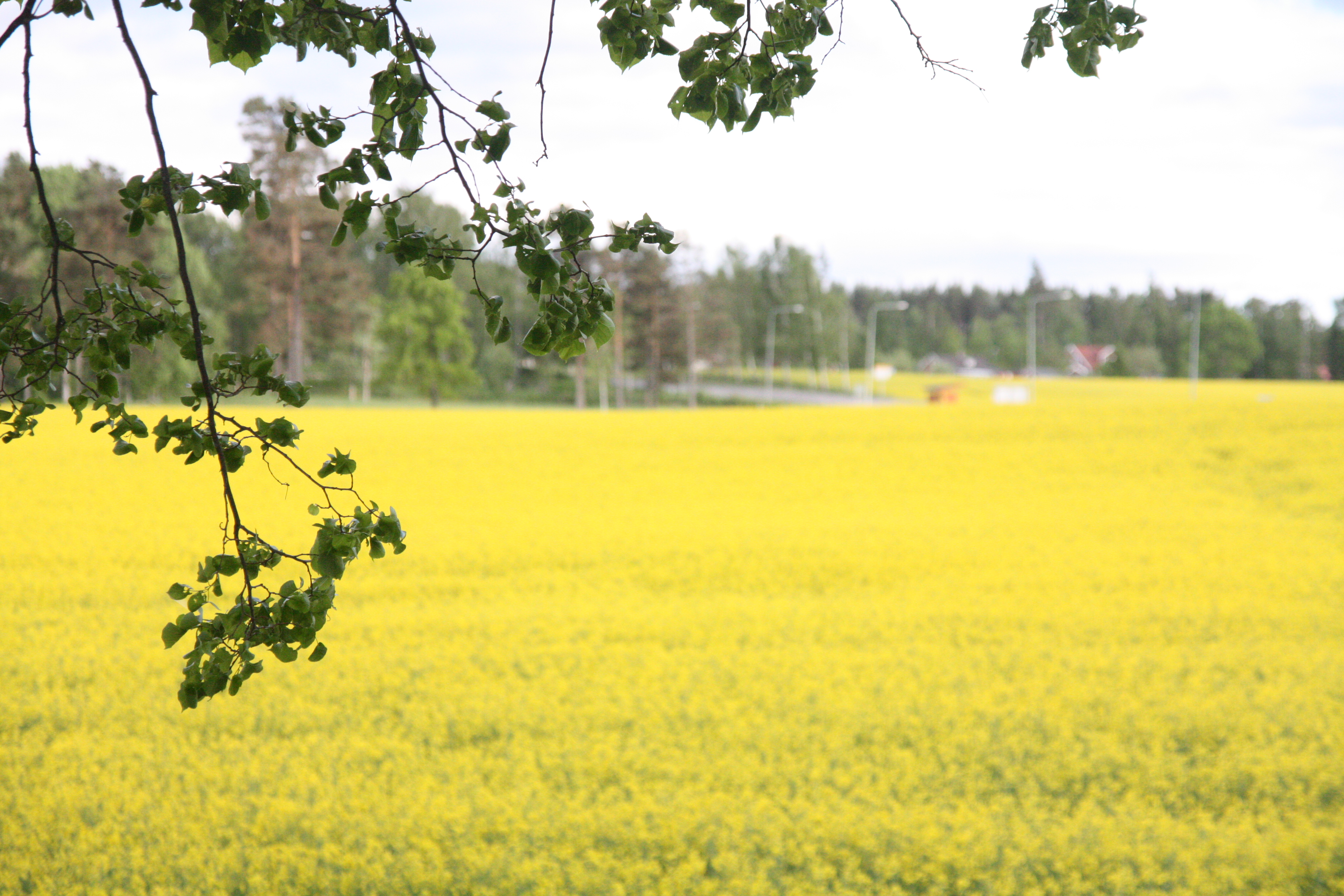
Rapsfält i Tibro.

Tibro är en tätort i Västergötland samt centralort i Tibro kommun, Västra Götalands län. Tibro ligger knappt två mil öster om Skövde. Genom Tibro flyter ån Tidan som har bidragit till ortens namn. Orten är en stationsort då samhället har byggts upp kring järnvägen.
I södra utkanten av tätorten ligger Kyrkefalla kyrka. 

## Historia

### Administrativa tillhörigheter
Tibro var belägen i Kyrkefalla socken och ingick efter kommunreformen 1862 i Kyrkefalla landskommun, där Tibro municipalsamhälle inrättades 20 oktober 1923. Landskommunen med municipalsamhället ombildades 1947 till Tibro köping som 1971 uppgick i Tibro kommun där Tibro sedan dess är centralort.
I kyrkligt hänseende hör orten till Tibro församling, före 1947 benämnd Kyrkefalla församling.
Orten ingick till 1938 i Kåkinds tingslag, därefter till 1971 i Gudhems och Kåkinds tingslag. Från 1971 till 2009 ingick Tibro i Skövde domsaga och orten ingår sedan 2009 i Skaraborgs domsaga.

### Från bönder till möbeltillverkare och entreprenörer
Tibro har en lång tradition av trä- och möbelhantverk. Grunden till dagens möbel- och inredningsnäring lades redan på 1800-talet, då vissa bönder och torpare började snickra enkla möbler för att klara livhanken.
Skogs- och trähantering har varit Tibros viktigaste näringsgrenar sedan långt tillbaka i tiden. Under 1700-talet utvecklade bönder och torpare sitt hantverkskunnande för att kunna komplettera sina inkomster med att sälja förädlat virke i olika former. Snickeriarbetet etablerades tidigt men det var i samband med industrialiseringen vid 1800-talets mitt som tillverkningen av möbler tog fart på allvar i Tibrobygden.

### Möbelindustrins nyckelfaktorer
Faktorer som påverkade framväxten av möbelindustrin var:
- befolkningsökningen
- urbaniseringen
- lagen om näringsfrihet 1864
- den goda tillgången på skog, sågade trävaror och vattenkraften, som lett till etableringen av många sågverk i bygden
- järnvägens tillkomst 1876, som möjliggjorde transporter till de växande städerna[9]

### Småskalig hemmatillverkning av möbler
De första möbelsnickarna var verksamma i Hörnebo. Det var på 1850-talet som de började tillverka möbler med bara några få handredskap i hemmen eller i små röda träverkstäder i direkt anslutning till dem. De första möbeltyperna som producerades var enkla förvaringsmöbler, pinnstolar, gungstolar och pinnsoffor. I början var det inte tillåtet för vem som helst att tillverka och sälja sina möbler, utan endast de som hade detta som yrke fick enligt lagen sälja sina möbler. Andra fick tillverka möbler, men endast för eget bruk.

### Järnvägen

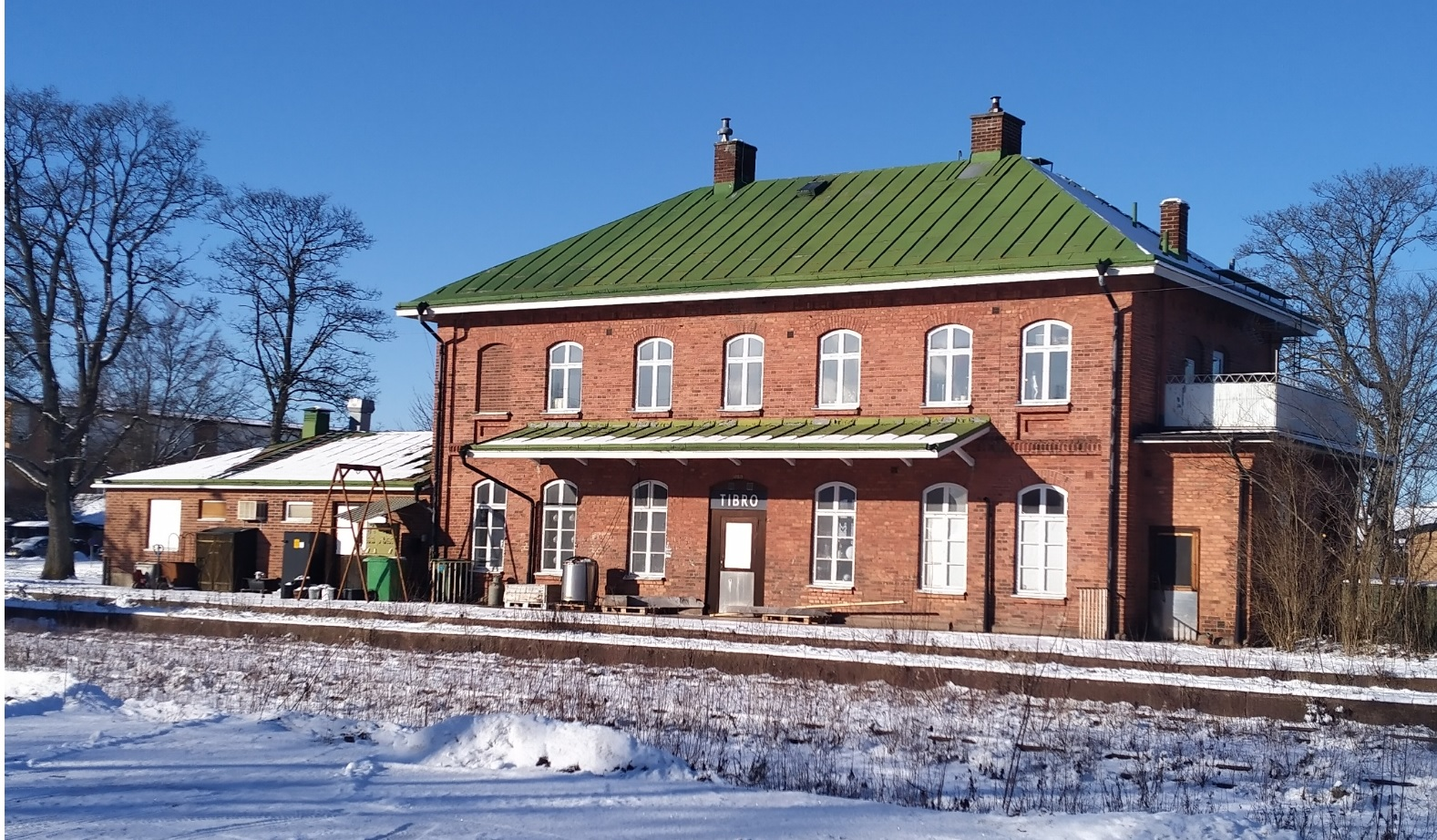
Tibro stationshus i februari 2021.

Etableringen av järnvägen 1876 fick även stor betydelse för utvecklingen av Tibro som ort. Då kom verkstäder och hus i allt större utsträckning att byggas i anslutning till området runt järnvägsstationen. 1923 bröts området kring järnvägsstationen ur Kyrkefalla landskommun och municipalsamhället Tibro bildades.

### Möbeltillverkningen tar fart

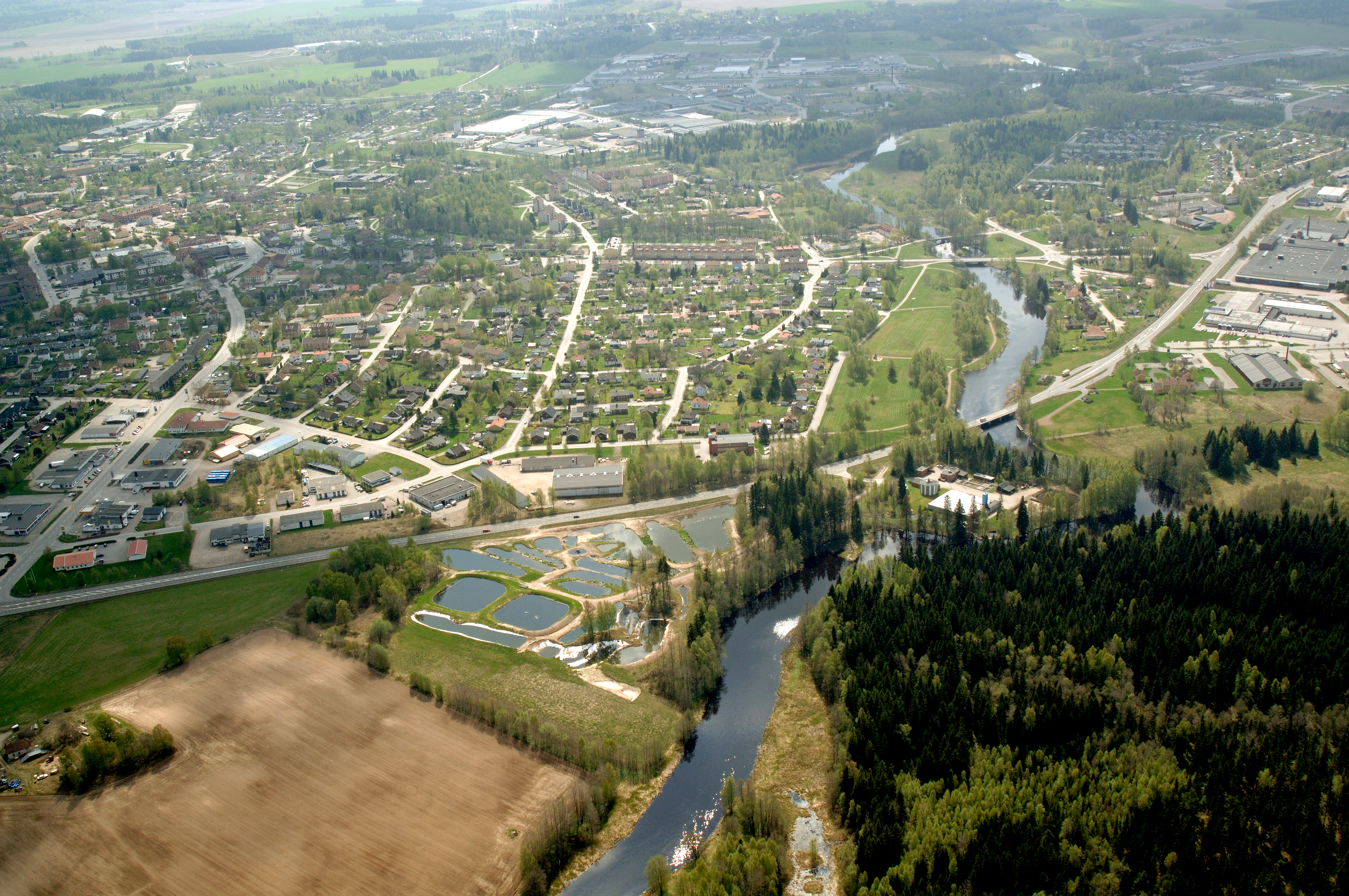
Flygbild över Tidan-området i Tibro.

Från 1900-talets början utvecklades de små röda verkstäderna till industrier. På 1920-talet började specialiseringen inom möbeltillverkningen och nya yrkesgrupper såsom bonare, tapetsörer, bildhuggare och decopörer kom till. Under krigsåren byggdes riktiga fabrikslokaler och nya material började användas inom möbelindustrin i Tibro. 
Efterkrigstiden var den mest expansiva perioden i Tibros historia. På 1950-talet byggdes det första riktiga hyreshuset i Tibro. På 1960-talet färdigställdes etappvis bostadsområdet Brittgården. Området skapades av Ralph Erskine och består av 369 bostäder i blandade bostadsformer. Industrins behov av arbetskraft ökade trycket på att få fram bostäder och det allmännyttiga bostadsbolaget Tibrobyggen bildades.
Möbelindustrin i Tibro fortsatte att expandera fram till slutet av 1970-talet. Därefter har den storskaliga möbelindustrin försvunnit och ersatts av möbel- och inredningsföretag som är inriktade på att skapa inredningslösningar för offentliga miljöer.

### Befolkningsutveckling
| Befolkningsutvecklingen i Tibro 1960–2020 | Befolkningsutvecklingen i Tibro 1960–2020 | Befolkningsutvecklingen i Tibro 1960–2020 | Befolkningsutvecklingen i Tibro 1960–2020 | Befolkningsutvecklingen i Tibro 1960–2020 |
| ----------------------------------------- | ----------------------------------------- | ----------------------------------------- | ----------------------------------------- | ----------------------------------------- |
|                                           |                                           |                                           |                                           |                                           |
| År                                        |                                           |                                           | Folkmängd                                 | Areal (ha)                                |
| 1960                                      | 1960                                      |                                           | 5 091                                     |                                           |
| 1965                                      | 1965                                      |                                           | 6 132                                     |                                           |
| 1970                                      | 1970                                      |                                           | 6 894                                     |                                           |
| 1975                                      | 1975                                      |                                           | 8 476                                     |                                           |
| 1980                                      | 1980                                      |                                           | 8 778                                     |                                           |
| 1990                                      | 1990                                      |                                           | 8 505                                     | 691                                       |
| 1995                                      | 1995                                      |                                           | 8 517                                     | 710                                       |
| 2000                                      | 2000                                      |                                           | 7 938                                     | 722                                       |
| 2005                                      | 2005                                      |                                           | 8 005                                     | 725                                       |
| 2010                                      | 2010                                      |                                           | 8 018                                     | 737                                       |
| 2015                                      | 2015                                      |                                           | 8 396                                     | 789                                       |
| 2020                                      | 2020                                      |                                           | 8 614                                     | 810                                       |
| Anm.: Sammanvuxen med Hörnebo 1975        |                                           |                                           |                                           |                                           |

## Näringsliv
Tibro är en ort av stor betydelse för svensk möbelproduktion och på orten finns 60 företag i branschen, bland annat MIO, Tibro Kök, SA Möbler, IRE Möbler och OFFECCT. I Tibro har företag som arbetar med möbler, inredning och logistik en dominerande ställning, men här finns även en mekanisk industri, en växande handels- och tjänstesektor och företag som ägnar sig åt automatisering och förpackningsteknik.

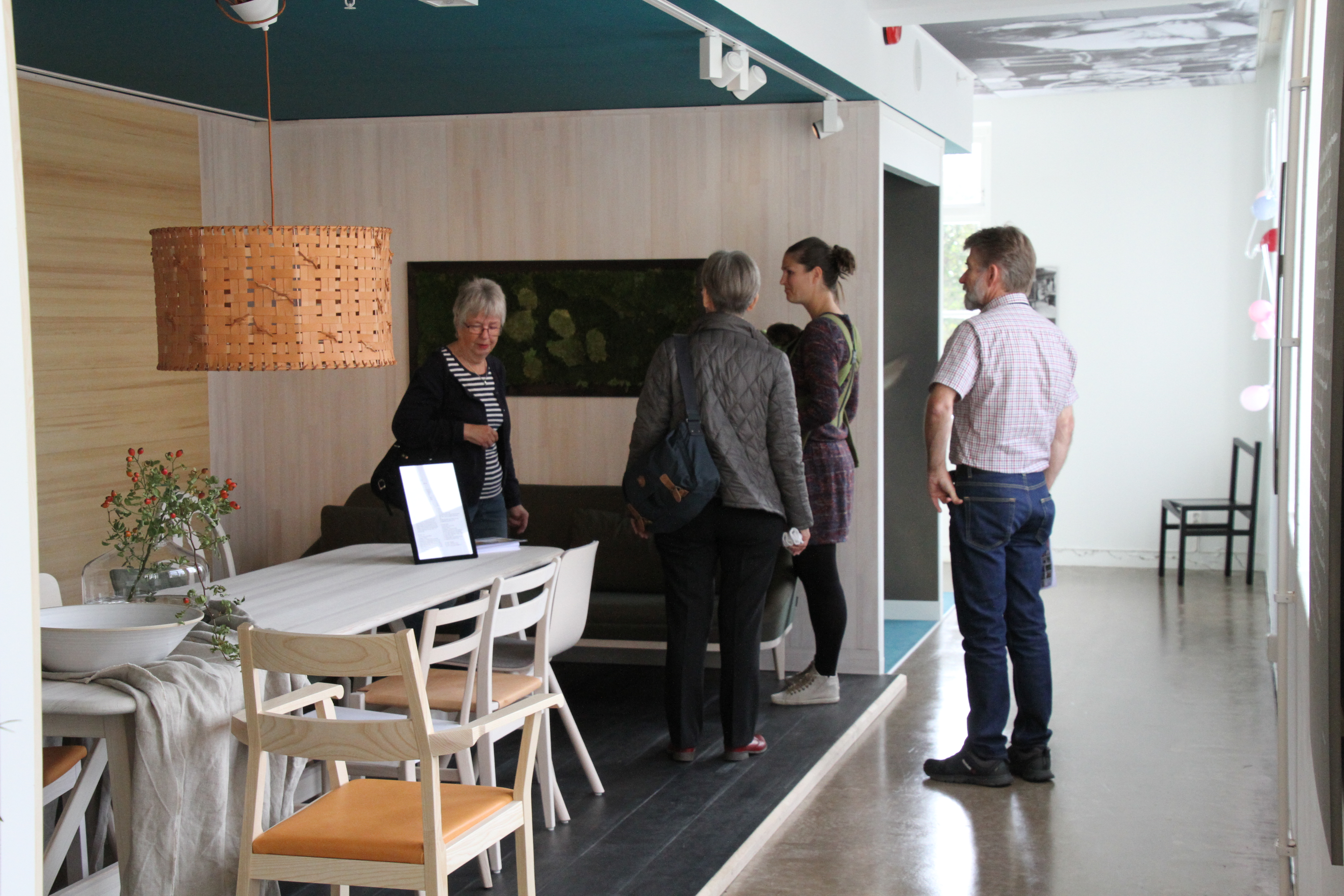
Möbelutställning med möbler från Tibro-företag, på Inredia i Tibro.

Vid sidan av möbel- och inredningsföretagen finns också en mekanisk industri, logistikverksamhet, företag som arbetar med automatisering och förpackningsteknik och en växande handels- och tjänstesektor.
Tibro har även ett utbud av butiker, bland dem flera specialbutiker. Här finns bland annat fiskebutik, försäljning av specialdelar till bil och motorcykel, försäljning av amerikanska bilar samt två specialiserade inredningsbutiker.
De största arbetsgivarna i Tibro är Tibro kommun, LGT Logistics AB och Inflight Service. Närmare 1 200 personer arbetspendlar från närliggande orter till Tibro. Drygt 2 000 Tibrobor arbetar i andra kommuner. Majoriteten av dem pendlar till närliggande orter, framförallt till Skövde med arbetsplatser som Kärnsjukhuset, Volvo Powertrain och Volvo Cars där många Tibrobor arbetar.

## Kultur

### Teater och film
I Tibro ligger Folkteatern Skaraborg. Varje år sätts Tibrorevyn upp i januari, och den speglar det gångna årets händelser i Tibro på ett humoristiskt och träffande sätt. På biografen Vintergatan visas både nya och äldre filmer.

### Bibliotek

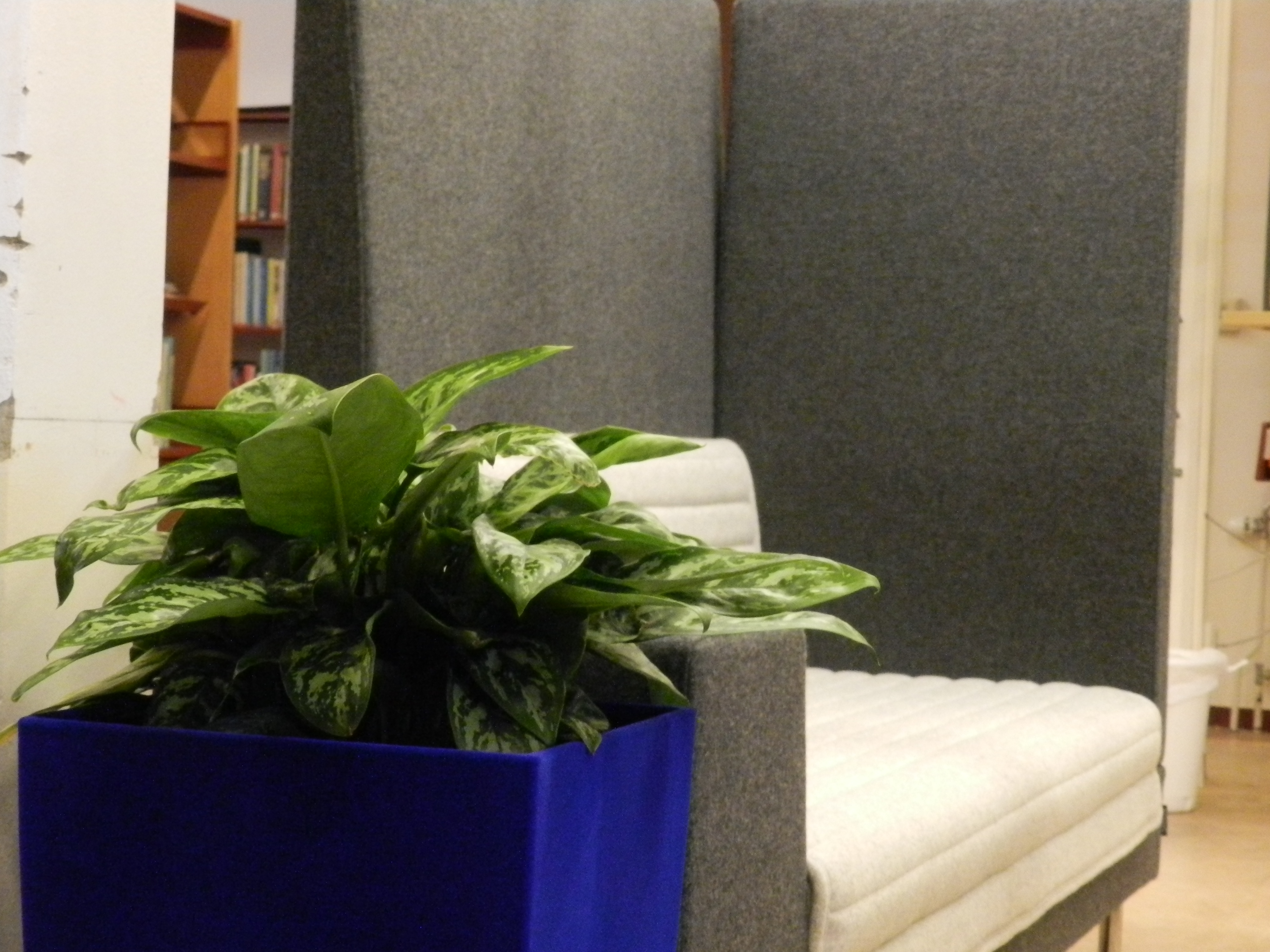
Sittplats i det nya biblioteket i Tibro.

Biblioteket ligger i närheten av sporthallen. Lokalerna renoverades 2016.

### Konst
Utställningar med både lokal och nationell karaktär visas i Tibros olika utställningslokaler. I samarbete med Tibro konstförening visas skiftande utställningar av nutida konst på Ateljé Blocking. Tibro kommun äger en stor konstsamling som är placerad i kommunhuset, på äldreboenden, skolor, bibliotek och i andra kommunala verksamheter.

### Musik och festival

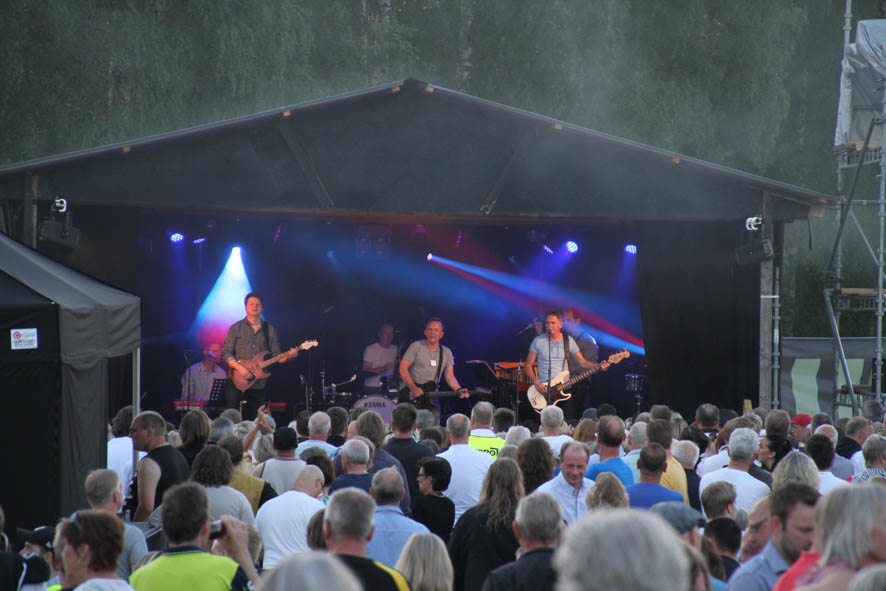
Dire Straits Tribute spelar på UPPåNER-festivalen i Tibro 2016.

Det största årliga musikevenemanget i Tibro är UPPåNER-festivalen som hålls i början av juni varje år. Gratisfestivalen anordnas av kommunen och innehåller både musik, barnaktiviteter, seniorfika och prova-på-aktiviteter.
Ungdomsföreningen Kulturbrunnen är en samarbetspartner som tillsammans med Kultur & Fritid anordnar konserter och kulturupplevelser, som exempelvis UKM-festivalen för den yngre publiken.
Tillsammans med föreningen Tibrojazz arrangeras varje år i augusti Tibro Tradjazzfestival.

## Sport och fritid

### Idrottsarenor
I Tibro finns det möjlighet att utöva olika slags idrotter på många arenor, bland annat ishall, gräsplaner, konstgräsplan, bokningsbara gymnastiksalar, inomhushallarna i Sporthallen, tennis- och badmintonhall, friidrottsanläggningen Snickarvallen samt badhus. Vid motionsområdet Rankås finns utomhusgym, motionsspår, vandringsleder, MTB-leder, ridstigar samt längdskidspår på vintern.

### Idrottsprofiler
Sjufaldige världsmästaren i enduro Anders Eriksson bor i Tibro och tävlar för Tibro MK. En annan enduroutövare är Svenerik Jönsson som var aktiv tävlingsförare på åttio- och tidigt nittotal. Även Tampa Bay Lightning:s back Anton Strålman, beachvolleybollspelaren Simon Dahl samt tennisspelaren Robin Söderling är bördiga från Tibro. Konståkerskorna Viktoria Helgesson och Joshi Helgesson, båda med i Sveriges VM-trupp, kommer från Tibro.

## Kända personer
- Simon Dahl, beachvolleybollspelare[16]
- Helion, discjockey och musikproducent [17]
- Johannes Edfelt, poet och akademiledamot
- Anders Eriksson, enduroförare[18]
- Johanna Götesson, konståkare[19]
- Viktoria Helgesson, konståkare[20]
- Joshi Helgesson, konståkare[20]
- Svenerik Jönsson, enduroförare (tävlat för Tibro MK)
- Anton Strålman, ishockeyspelare[21]
- Robin Söderling, tennisspelare[22]
- Emil Karlsson, fotbollsspelare i Örgryte IS (spelat för Tibro AIK)
- Malin Wengholm, politiker
- Angelica Wallén, handbollsspelare
- Robert Lechte, handbollsspelare
- Andréas Sjölander, författare/illustratör